# خلومتس ناد تسیدلینوو
خلومتس ناد تسیدلینوو (به چکی: Chlumec nad Cidlinou) یک منطقهٔ مسکونی و شهرستان دارای شهرک سابقاً روستا در جمهوری چک است که در ناحیه هرادتس کرالووه واقع شده‌است. خلومتس ناد تسیدلینوو ۵٬۳۴۴ نفر جمعیت دارد.